# Чебалін Петро Львович
Чебалін Петро Львович(1910, Упорна — 1968) — російський радянський письменник з Донбасу.

## Біографія
Народився в 1910 році в станиці Упорній Краснодарського краю. У 2021 році разом з матір'ю перебрався до Константинівки. У 1928 році закінчив школу ФЗН і працював майстром на скляному заводі в . На заводі пробує свої сили в літературі, стає редактором стінгазети, вступає до лав ВКП(б). У 1929 році міська партійна конференція направляє  Петра Чебаліна у числі двадцятип'ятитисячників в село Біла Гора на Луганщині для проведення колективізації. Саме враження від перебування у цьому селі стали матеріалом для оповідань, що увійшли до першої книги П. Чебаліна — «На землі», у якій малює село періоду колективізації. Вона була видана у Харкові українською мовою у 1932 році і згодом була перевидана російською мовою під назвою «На переломе». 
З 1934 року Петро Чекалкін — журналіст, редактор журналу Літературний Донбас. У роки німецько-радянської війни Чебалін — командир кулеметного розрахунку.

## Творчість
У 1932 році вийшла перша книга повістей «На переломі», в якій він малює село в період до колективізації. Після війни Чебалін активно бере участь у пресі як нарисовець. За цей період він написав багато книг, розповідей і нарисів про шахтарів і людей колгоспного села: «Хліб», «Горда любов», «Мамай і Мамаївці», «Шахтар — це звучить гордо» та інші.

## Нагороди
- Орден Вітчизняної війни 2 ступеня
- Медаль «За відвагу»
- Медаль «За трудову відзнаку»

Після Другої світової війни він був нагороджений знаком «Шахтарської слави 3 Ступеня».